# ブルックス郡 (ジョージア州)
ブルックス郡（ブルックスぐん、英: Brooks County）は、アメリカ合衆国ジョージア州の南部に位置する郡である。2010年国勢調査での人口は16,243人であり、2000年の15,398人から6.8%増加した。郡庁所在地はクイットマン市（人口3,850人）であり、同郡で人口最大の都市でもある。
ブルックス郡はバルドスタ大都市圏に属している。

## 歴史
ブルックス郡となった地域の初期開拓者は1570年頃にフロリダから到着したスペイン人伝道師達だった。
ブルックス郡は1858年12月11日に、ジョージア州議会の法によって、ラウンズ郡とトーマス郡の一部を合わせて設立された。郡名は、1856年にアメリカ合衆国上院議場で、奴隷制度反対論者のチャールズ・サムナー上院議員を杖で撃ち、失神させたことで南部中に喝采を博したプレストン・ブルックス下院議員に因んで名付けられた。
南北戦争のとき、アメリカ連合国のための主要な食糧生産地であり、「南部のパン籠」と呼ばれた。プランテーション・トレース観光地域に入っている。

### ブルックス郡庁舎
ブルックス郡庁舎はジョン・ワインドが設計し、1864年にクイットマン市スクリーブン通り東1番に建てられた。郡の役人はアメリカ連合国の金で14,958ドルを払ったが、この通貨は間もなく価値が無くなり、郡にとっては幸運な結果になった。

### ブルックス郡博物館と文化センター
ブルックス郡博物館と文化センターはクイットマン市カルペパー北121番にあり、元は図書館だった。文化センターでは年間を通じて音楽、芸術、料理などの行事がある。

## 地理
アメリカ合衆国国勢調査局に拠れば、郡域全面積は497.77平方マイル (1,289.2 km2)であり、このうち陸地493.62平方マイル (1,278.5 km2)、水域は4.15平方マイル (10.7 km2)で水域率は0.83%である。郡の東部境界はウィズラクーチー川であり、この川はおよそ100マイル (160 km) を流れている。南側境界は25マイル (40 km) にわたってフロリダ州との州境が東西に伸びている。ただし最東部は約1マイル (1.6 km) 離れた飛び地になっている。この飛び地は広さ350エーカー (1.4 km2) あり、フロリダ州との州境はほぼ2マイル (3 km) ある。北西隣のコルキット郡とは東西方向に10マイル (16 km)と南北方向に3マイル (4.8 km) の境界線で接している。郡内には2,000エーカー (8.1 km2) 以上の土地19か所と、5,000エーカー (20 km2) 以上の土地2か所を含め1万以上の区画がある。郡内にニオイベンゾイン、アメリカトキコウ、イースタンインディゴヘビなど絶滅が危惧される植物や動物がいる。

### 主要高規格道路

#### アメリカ国道
- アメリカ国道84号線
- アメリカ国道221号線

#### ジョージア州道
- ジョージア州道33号線
- ジョージア州道38号線
- ジョージア州道76号線
- ジョージア州道122号線
- ジョージア州道133号線
- ジョージア州道333号線

### 鉄道
- CSXトランスポーテーション[4]

### ジョージア自転車道10号線
ジョージア自転車道10号線は州内に14本ある自転車道の1つである。10号線の長さは246マイル (394 km)、西のセミノール湖から東のジェキルアイランドまで。郡内は東西に約27.3マイル (43.7 km) あり、クイットマン中心街を通る。

### 空港
ブルックス郡空港 (4J5) 滑走路長 5,000フィート (1,500 m)  Lights, CTAF 122.9 FSS Macon 122.4 

### 隣接する郡
- クック郡 - 北東
- ラウンズ郡 - 東
- マディソン郡 - 南東
- ジェファーソン郡 (フロリダ州) - 南西
- トーマス郡 - 西
- コルキット郡 - 北西

## 人口動態
以下は2000年の国勢調査による人口統計データである。
| 基礎データ - 人口: 16,450人 - 世帯数: 6,155 世帯 - 家族数: 4,370 家族 - 人口密度: 13人/km2（33人/mi2） - 住居数: 7,118軒 - 住居密度: 6軒/km2（14軒/mi2） 人種別人口構成 - 白人: 57.36% - アフリカン・アメリカン: 39.34% - ネイティブ・アメリカン: 0.30% - アジア人: 0.26% - 太平洋諸島系: 0.02% - その他の人種: 1.76% - 混血: 0.94% - ヒスパニック・ラテン系: 3.07% | 年齢別人口構成 - 18歳未満: 26.9% - 18-24歳: 8.9% - 25-44歳: 26.9% - 45-64歳: 22.3% - 65歳以上: 15.0% - 年齢の中央値: 36歳 - 性比（女性100人あたり男性の人口） - 総人口: 92.2 - 18歳以上: 86.8 世帯と家族（対世帯数） - 18歳未満の子供がいる: 31.6% - 結婚・同居している夫婦: 48.3% - 未婚・離婚・死別女性が世帯主: 18.1% - 非家族世帯: 29.0% - 単身世帯: 25.2% - 65歳以上の老人1人暮らし: 11.0% - 平均構成人数 - 世帯: 2.61人 - 家族: 3.11人 | 収入と家計 - 収入の中央値 - 世帯: 26,911米ドル - 家族: 32,382米ドル - 性別 - 男性: 26,303米ドル - 女性: 18,925米ドル - 人口1人あたり収入: 13,977米ドル - 貧困線以下 - 対人口: 23.4% - 対家族数: 19.1% - 18歳未満: 32.4% - 65歳以上: 20.1% |

## 郡政府
ブルックス郡政府は5人の委員で構成される郡政委員会である。委員会が出す指針の下に、郡管理官、保安官、税担当官、司法制度、およびその他の委員会や機関が動いている。

## レクリエーション
ブルックス郡は野生動物が多くいることで知られている。ウズラ、ハト、カモやシカが野原や森に溢れている。また多くの湖や水流が優れた釣り場であり、一般に公開されている。

## 病院
ブルックス郡病院はアーチボルド医療センターに属し、25床の施設である。1935年に設立されており、現在は24時間救急対応施設である。

## 都市と町

### 法人化自治体
- バーウィック、面積0.8平方マイル (2.1 km2)の町、一部はトーマス郡内
- モーブン、面積1.7平方マイル (4.4 km2)の市
- パボ、面積1.8平方マイル (4.7 km2)の市、一部はトーマス郡内
- クイットマン、面積3.8平方マイル (9.8 km2)の市 - 郡庁所在地

### 未編入の町
- バーニー
- ディキシー
- グルーバービル
- ピドコック